# Lithaire
Lithaire foi uma comuna francesa na região administrativa da Normandia, no departamento Mancha. Estendia-se por uma área de 14,05 km². Em 2010 a comuna tinha 1 430 habitantes (densidade: 101,8 hab./km²).
Em 1 de janeiro de 2016, passou a formar parte da nova comuna de Montsenelle.